# مونتيكيو
مونتيكيو (بالإيطالية: Montecchio)‏ هي بلدية في مقاطعة تيرني في إقليم أومبريا الإيطالي.

## السكان
في سنة 1861 بلغ عدد السكان 1٬737 نسمة، وتطور العدد ليصل في سنة 2011 لـ 1٬723 نسمة.
يظهر هذا المخطط البياني تطور النمو السكاني لـ مونتيكيو

## توأمة
لمونتيكيو اتفاقيات توأمة مع:
- فيسوبرون